# Christianae Fidei Religio
Christianae Fidei Religio е папска була на римския папа Анастасий IV, издадена в Латеранския дворец, в Рим, на 21 октомври 1154 г., с която се предоставят привилегии на рицарския орден на хоспиталиерите.
Както и останалите папски були, и тази получава името си по първите думи от текста. С булата папата потвърждава, че всички имоти и вещи, придобити от ордена за издръжка нуждите на поклонниците и бедните в енорийските църкви на Йерусалим, или в други църкви, или ако те са придобити за работа за бедните, или които са дарени на ордена, както и бъдещите дарения от крале и принцове, или всяко имущество, придобито чрез позволени способи, да бъде законна собственост на братята от ордена и техните приемници.
Предоставя се право ордена да строи свободно сгради, църкви и гробища върху принадлежащите му поземлени имоти. Предоставя се закрилата на папата и Светия престол на членовете на ордена и техните приемници, където и да пътуват по земята.
Предвижда се, че докато цялото имущество на ордена не бъде похарчено за издръжка на поклонниците и бедните, или за други нужди, светските власти и духовенството не могат да претендират за църковен десятък от имотите на ордена. Даже епископите нямат право да постановяват забрани, ограничения и отлъчване от църквата, по отношение членовете на ордена.
Дава се право в ордена да постъпват духовни лица и свещеници, без значение от тяхното произхождение и епархия. Служителите постъпили в ордена, не дължат подчинение на никому извън ордена, дори и на епископа на съответната епархия, с изключение на римския папа. Дава се право да се включат в ордена и свободни миряни, без никой да може да възразява и да се противопоставя на това. Забранява се да се връщат в светския живот онези братя, които са встъпили в ордена, били са приети за членове, дали са обет и са облекли религиозни одежди.
Предвижда се, че в случай на смърт на главата на ордена, никой да не използва измама, хитрост или насилие за да заеме този пост, а такъв да бъде този, който бъде избран от братята в ордена по Божията воля.
Освен това, правата и имуществото, в Азия и Европа, които орденът владее по право, или които ще придобие по законен начин, се признават на ордена; като няма да бъде позволено никому да наруши тези разпоредби или да отнеме имущество на хоспиталиерите, или да присвои нещо за себе си; за да може всички което е предоставено на и в помощ на ордена, да се съхрани в своята цялост.
За нарушение на горепосочените правила, се предвижда отлъчване от църквата и лично отмъщение